# جهانشاه صالح
جهانشاه صالح (فروردین ۱۲۸۳ آران و بیدگل – ۳ دی ۱۳۷۵ تهران) پزشک، دولتمرد و قانونگذار دوره پهلوی با سابقه سه دوره وزارت بهداری، ریاست دانشگاه تهران و عضویت مجلس سنا بود. سازمان نظام پزشکی، بنگاه دارویی ایران و نخستین کارخانه شیر پاستوریزه در دوران وزارت او تأسیس شد.

## تحصیلات
پدرش میرزا حسن خان مبصرالممالک بود. برادران صالح هشت نفر بودند که در حلقه دوستان به «صلحا» شهرت داشتند و از آن میان سلیمان صالح، علی پاشا صالح و اللهیار صالح از سایرین معروف تر هستند. سرهنگ جلیل بزرگمهر وکیل دکتر مصدق در دادگاه نظامی نیز داماد این خانواده بود. جهانشاه صالح تحصیلات ابتدائی را در دبستان علمیه کاشان و متوسطه را در کالج آمریکایی تهران انجام داد و در وزارت مالیه به‌عنوان مأمور اداره کل ملزومات مملکتی شروع به کارکرد. سپس برای ادامه تحصیل به امریکا رفت. در دانشکدهٔ علوم دانشگاه سیراکیوس نیویورک تحصیلات خود را آغاز کرد و از این دانشگاه دکترای پزشکی و از دانشگاه کلمبیا تخصص در رشته زنان و زایمان گرفت. چند سال هم در بیمارستان‌های شهر نیویورک مشغول به کار بود و عضو رسمی انجمن پزشکان نیویورک و جامعه پزشکی آمریکا شد.
جهانشاه صالح در سال ۱۳۱۳ به همراه همسر آمریکایی‌اش به ایران بازگشت و با رتبه دانشیاری به تدریس در تالار تشریح دانشکدهٔ پزشکی دانشگاه تهران پرداخت. سپس بر کرسی استادی بیماری‌های زنان تکیه زد. ریاست بیمارستان وزیری، ریاست بخش جراحی بیمارستان زنان، ریاست آموزشگاه مامایی از جمله مشاغل اولیه او بود. در سال ۱۳۲۷ در کنار کار آموزش، به‌ ریاست دانشکدهٔ پزشکی منصوب شد.

## وزارت
صالح در سال ۱۳۲۹ در کابینه رزم‌آرا وزیر بهداری شد. در همین دوره بود که لایحه تشکیل سازمان نظام پزشکی را در سوم دی ۱۳۲۹ تقدیم مجلس شورای ملی کرد. در کابینه علاء که پس از رزم‌آرا روی کار آمد نیز در سمت وزارت بهداری باقی ماند. 
در دوران مصدق، جهانشاه صالح سمتی نداشت و این در حالی بود که برادرش الله‌یار صالح از اعضای جبهه ملی و یاران مصدق بود. پس از کودتای ۲۸ مرداد ۱۳۳۲ در کابینه فضل‌الله زاهدی مجدداً به عنوان وزیر بهداری معرفی شد. در این دوره نخستین کارخانه شیر پاستوریزه را با کمک یونیسف به ایران وارد و در نزدیکی تهران احداث کرد. این کارخانه هم اکنون با نام شرکت صنایع شیر ایران برپاست. تأسیس بنگاه دارویی ایران نیز در زمان وزارت او انجام گرفت.
در دولت‌ حسین علاء نیز که در ۲۰ فروردین ۱۳۳۴ پس از کنار رفتن زاهدی تشکیل شد، وزارت بهداری به عهده جهانشاه صالح گذاشته شد. او در این دوره به خواست شاه، برنامه مبارزه با تریاک را آغاز کرد، لایحه ممنوعیت کشت خشخاش و تولید تریاک را که در سال ۱۳۲۹ به مجلس سنا داده اما لایحه‌اش متروک مانده بود، دوباره احیا و در سوم تیر ۱۳۳۴ تقدیم این مجلس کرد. او همچنین به تصویب هیئت دولت، دوره‌های ترک اعتیاد معتادان به تریاک را در بیمارستان‌ها و مدارس (هنگام تعطیلی) بنا نهاد.
در کابینه جعفر شریف‌امامی که در ۹ شهریور ۱۳۳۹ تشکیل شد، جهانشاه صالح همچنان وزیر بهداری ماند. در ۱۸ اردیبهشت ۱۳۴۲ به ریاست دانشگاه تهران انتخاب شد و سعی کرد نظام آمریکایی در آموزش عالی را در دانشگاه‌های ایران جایگزین نظام آموزشی فرانسوی کند. اما در سال ۱۳۴۶ و در جریان اعتراضات دانشجویانی که به علت عدم پرداخت شهریه از حضور آنها در امتحانات ممانعت به عمل آمده بود، از کار برکنار شد.
صالح پس از برکناری از سوی شاه به‌عنوان سناتور انتصابی وارد مجلس سنا شد. او به دلیل تخصص پزشکی و پزشک مخصوص زنان دربار بودن، همواره با شاه، ملکه و … ارتباط نزدیک داشت. از دیگر سمتهای وی می‌توان به عضویت شورای مرکزی دانشگاه‌ها (۱۳۴۱)، عضویت در سازمان شاهنشاهی خدمات اجتماعی (۱۳۴۲) و عضویت در شورای عالی فرهنگ (۱۳۴۳) اشاره کرد.
جهانشاه صالح در سن ۹۲ سالگی در تهران به دلیل ایست قلبی در گذشت.